# Bertrandia astatogala
Bertrandia astatogala är en svampart som beskrevs av R. Heim 1966. Bertrandia astatogala ingår i släktet Bertrandia och familjen Hygrophoraceae.   Inga underarter finns listade i Catalogue of Life.